# 콜로세 데 라발
콜로세 데 라발(Colisée de Laval)는 캐나다 퀘벡주 라발에 위치한 실내 경기장이다. 과거 NBL 캐나다 퀘벡 케베스와 라발 케베스의 홈경기장으로 사용했다.